# Alison Thewliss

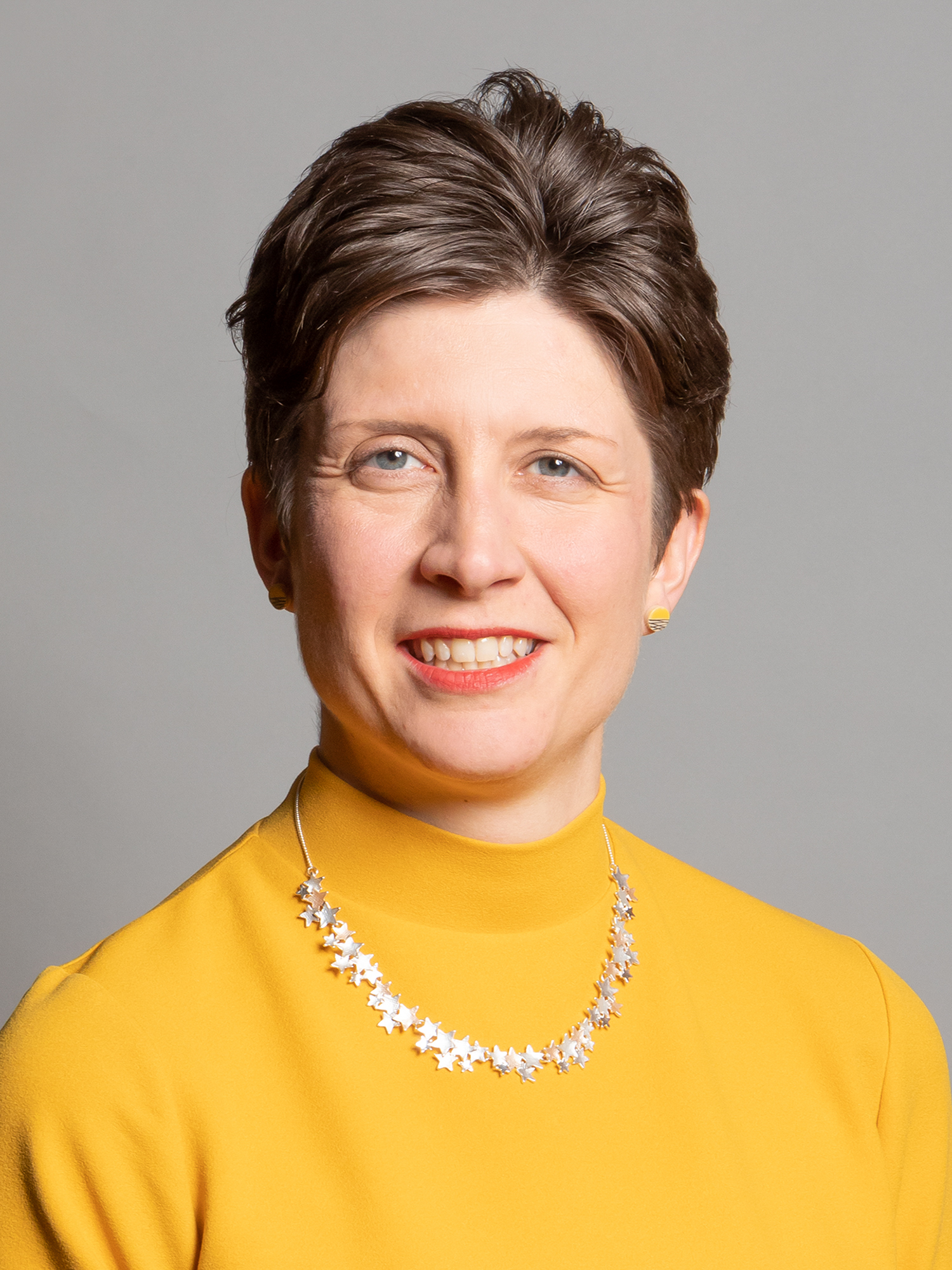
Alison Thewliss, 2020

Alison Thewliss (* 13. September 1982) ist eine britische Politikerin der Scottish National Party (SNP). Die zweifache Mutter ist Mitglied der Campaign for Nuclear Disarmament.

## Politischer Werdegang
Für die SNP wurde Thewliss im Bezirk Calton in den Regionalrat von Glasgow gewählt. Dort war sie Sprecherin der SNP für Stadt- und Umweltdienste.
Bei den britischen Unterhauswahlen 2015 stellte die SNP Thewliss im Wahlkreis Glasgow Central auf. Sie trat dabei gegen den Labour-Kandidaten Anas Sarwar an, welcher das Mandat des Wahlkreises bei den vorangegangenen Wahlen mit deutlichem Vorsprung gewonnen hatte. Nach massiven Stimmgewinnen der SNP bei diesen Wahlen erreichte Thewliss mit 52,5 % den höchsten Stimmenanteil und zog in der Folge erstmals in das britische Unterhaus ein. Dort ist sie Mitglied des Ausschusses für Kommunal- und Regionalregierungen. Trotz Stimmverlusten behauptete Thewliss bei den vorgezogenen Unterhauswahlen 2017 ihr Mandat.